# Deezer
Deezer este o platformă de distribuire audio care permite utilizatorilor să asculte conținut muzical pe mai multe tipuri de dispozitive, atât online, cât și offline.